# Cerro Maya

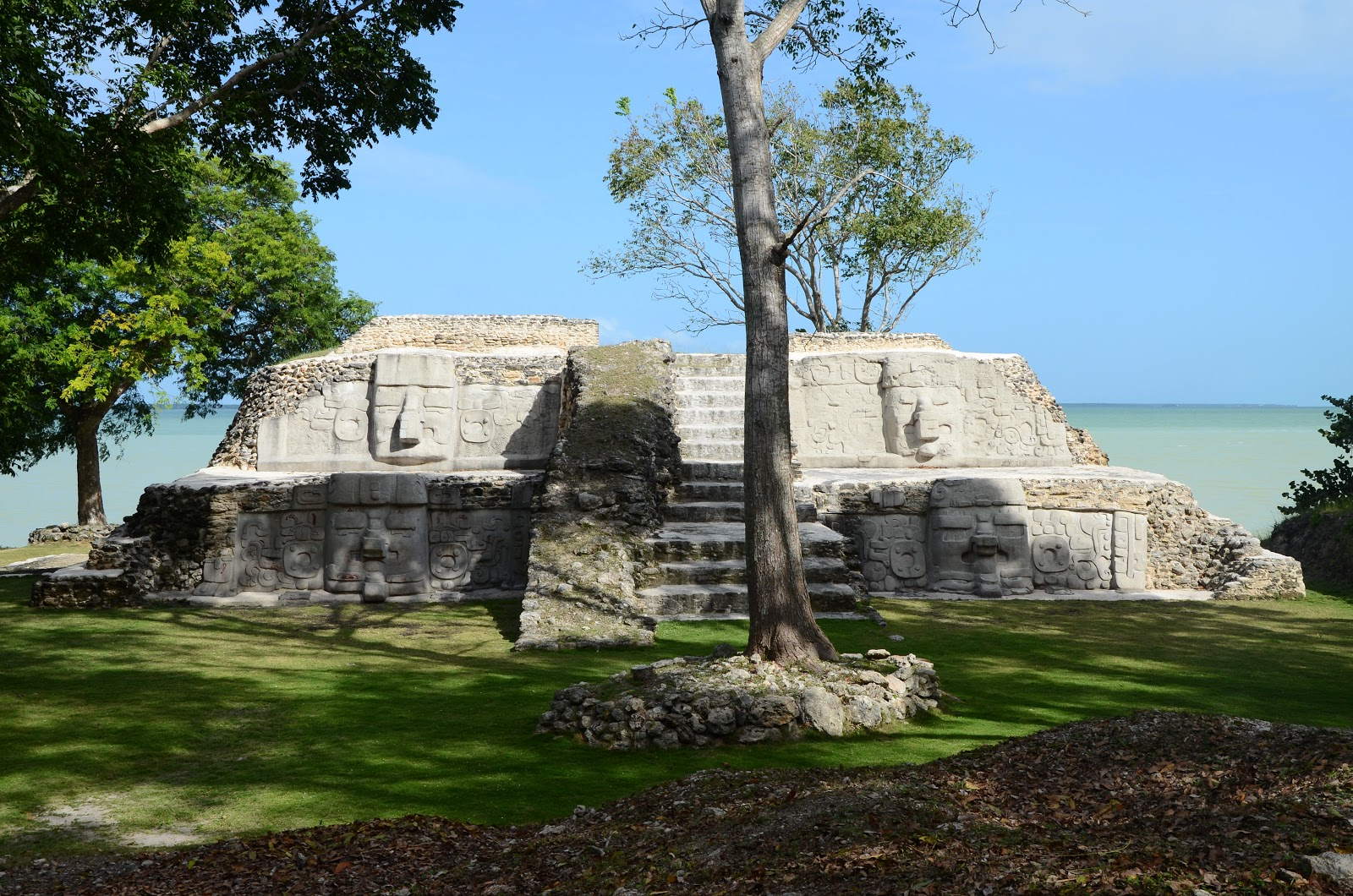
Die rekonstruierte Struktur 5 in Cerro Maya, 2013

Cerro Maya oder Cerros ist eine Maya-Ruinenstätte im Corozal District in Belize (Mittelamerika). Der Ort war ursprünglich ein kleines Fischerdorf, das als Hafenstadt kurz vor der Zeitenwende als Handelszentrum zu Wohlstand kam, nach rund 200 Jahren jedoch wieder in der Bedeutungslosigkeit versank. Es blieb danach in geringem Maß bis zum Beginn der Kolonialzeit weiter besiedelt. Wiederentdeckt wurde es in den 1970er Jahren.

## Lage

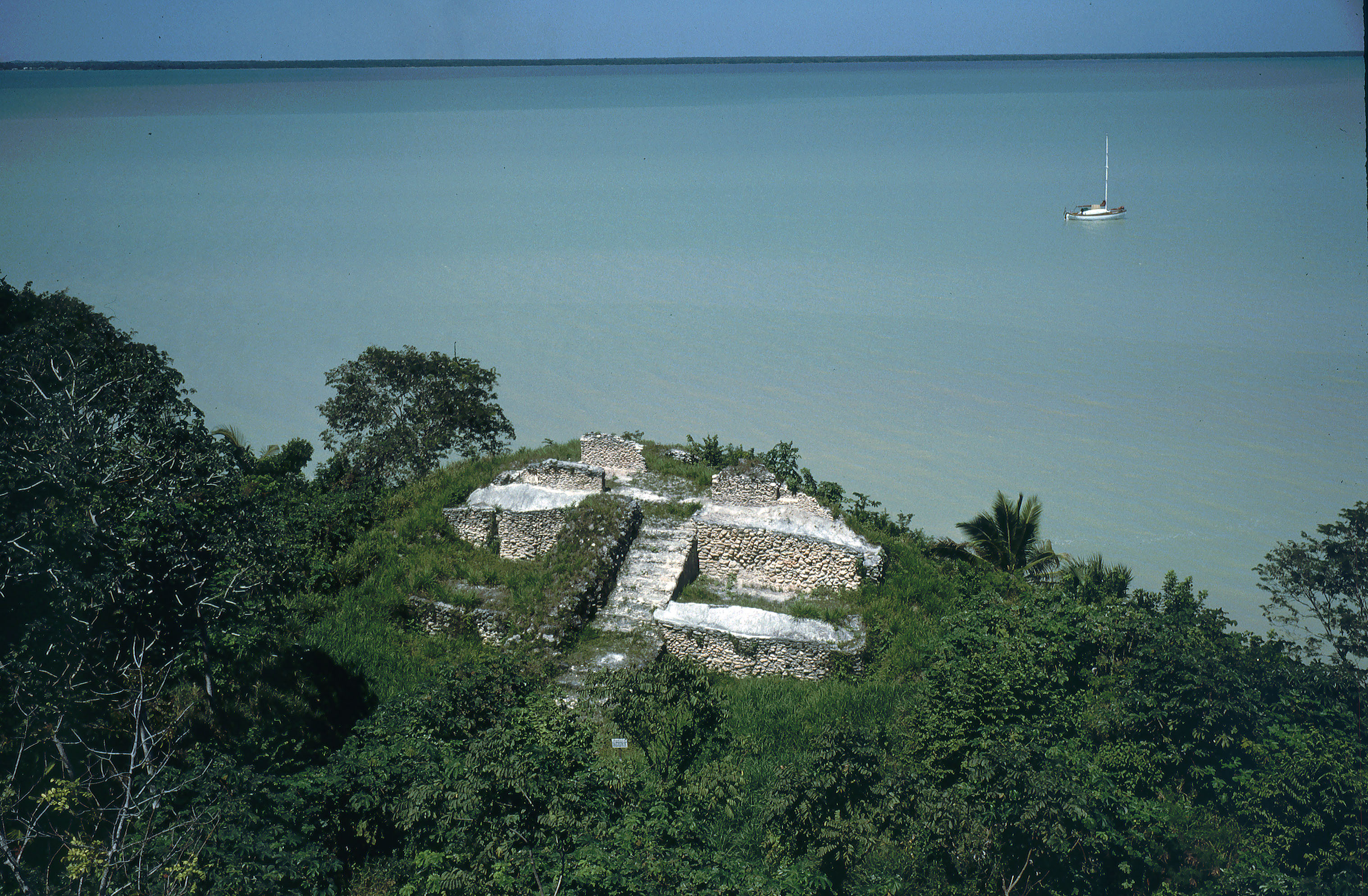
Struktur 5 in Cerro Maya 1986, noch unausgegraben und nicht rekonstruiert

Cerro Maya liegt unmittelbar an der Küste im äußersten Norden des heutigen Belize unweit der Hauptstadt des Distrikts, Corozal. In unmittelbarer Nähe liegt auch die Maya-Ruinenstätte Santa Rita.

## Geschichte

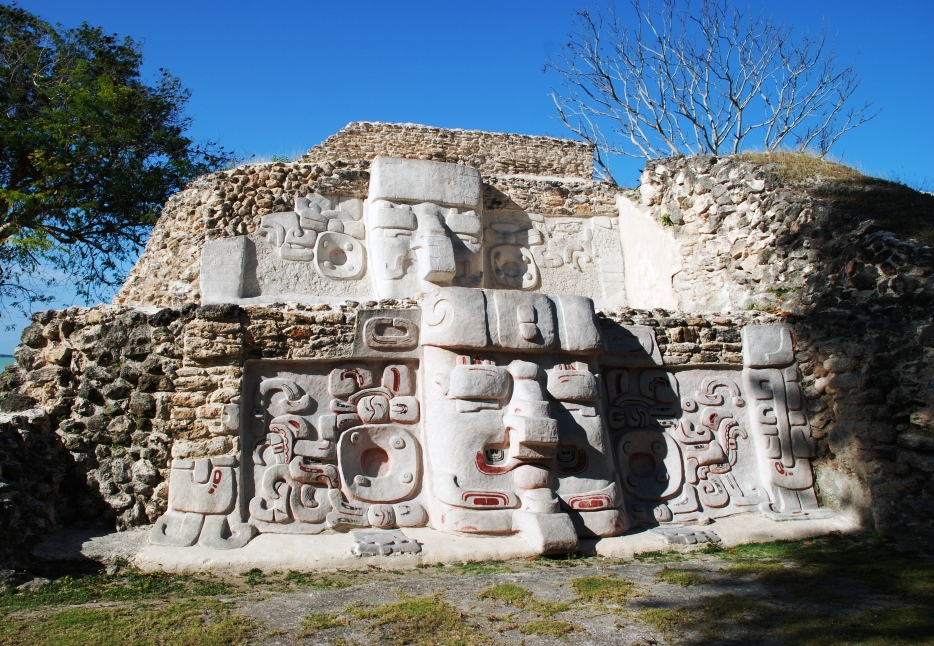
Struktur 5 in Cerro Maya, Verkleidungen (Detail)

Der Name Cerros bzw. Cerro Maya ist modern und bedeutet auf Spanisch soviel wie Hügel oder Maya-Hügel. Der ursprüngliche Name des Ortes ist nicht bekannt. Zu seiner Hochzeit hatte der Ort vermutlich um die 1.100 Einwohner.
Wie in der Mayaistik üblich, ist auch für Cerro Maya eine lokale Periodisierung der Geschichte anhand von lokalen Funden von Keramik etabliert, da diese als einziger Fundtyp zeitlich wie räumlich omnipräsent ist. Da diese Keramik-Phasen der allgemeinen Chronologie der Maya-Zivilisation (Präkeramik, Präklassik, Klassik, Postklassik) gegenübergestellt werden können, kann damit dann auch eine kalendarische Datierung von Funden erfolgen. Für Cerro Maya sieht diese Gliederung aus wie folgt:
| Epoche                    | Zeitraum        | Lokale Phase  |
| ------------------------- | --------------- | ------------- |
| Kolonialzeit              | 1532–1566       | Numal         |
| Postklassik               | 1382–1532       | Spätes Kanan  |
| Postklassik               | 1100–1382       | Frühes Kanan  |
| Terminale Klassik         | 948–1100        | Spätes Sihnal |
| Terminale Klassik         | 830–948         | Frühes Sihnal |
| Späte / Terminale Klassik | 378-830         | verlassen     |
| Frühe Klassik             | 238–378         | Spätes Hubul  |
| Protoklassik              | 159–238         | Frühes Hubul  |
| Späte Frühklassik         | 58 v. u. Z.-159 | Spätes Tulix  |
| Späte Frühklassik         | 354-58 v. u. Z. | Frühes Tulix  |

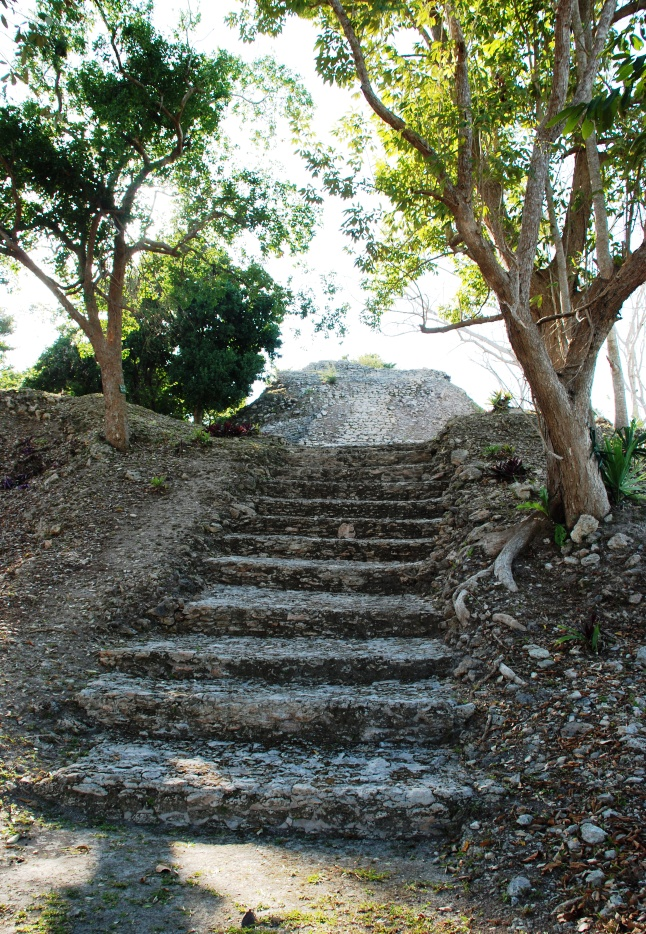
Struktur 4 in Cerro Maya

Der Ort wurde kurz nach 400 v. u. Z. erstmals besiedelt und war lange Zeit ein einfaches Bauerndorf. Mit dem Bau eines Hafens begann das kleine Dorf allmählich zu wachsen und es gelang, die Lage am Meer ausreichend zu nutzen, um einigen Wohlstand aufzubauen. Der 80 Meter lange Hafen diente dabei als Umschlagplatz von Waren, die mit Kanus zwischen Orten entlang des New River und solchen in der Bucht von Chetumal ausgetauscht wurden.
Um 100 v. u. Z. wurden erste Monumentalbauten durch die Elite errichtet. Nach 50 v. u. Z. wurde der Bau von Monumentalbauten intensiviert, zahlreiche Strukturen wurden binnen ein bis zwei Generationen errichtet und ein Königtum war entstanden. Vermutlich wurde der zugrunde liegende Wohlstand auf dem Handel mit den weit entfernten Städten des Petén, insbesondere El Mirador, begründet. Nach dem Jahr 1 erhielt Cerro Maya seine heutige Form.
Zum Ende des späten Tulix, ca. ab dem Jahr 100, endete die Bautätigkeit und einige der bestehenden Bauten wurden rituell stillgelegt und verlassen. Vermutlich ist dies auf den drastischen Bedeutungsverlust El Miradors zurückzuführen, nach dessen Zusammenbruch um 150 hatte auch Cerro Maya den größten Teil seiner Bevölkerung eingebüßt. Bewohnt war der Ort nun nur noch geringfügig an seinen Rändern, nach dem Jahr 400 ist dann lange gar keine Besiedlung mehr nachweisbar. Erst seit der Terminalen Klassik finden sich bis zur beginnenden Kolonialzeit wieder Siedlungsspuren, stets aber in bescheidenem Umfang. Zu dieser Zeit war Cerro Maya dann ein Teil von Santa Rita.

## Anlage

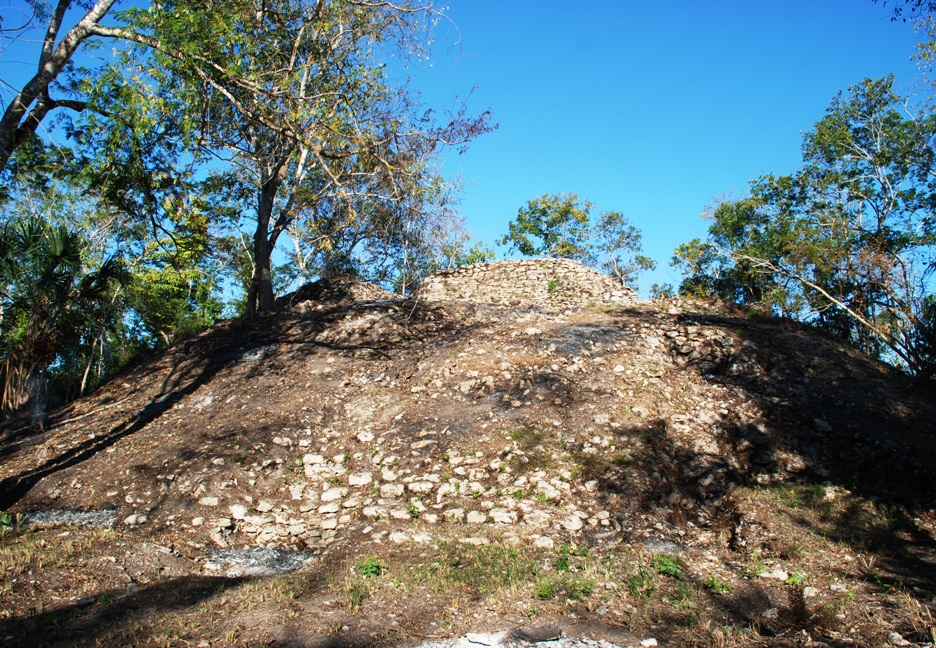
Struktur 29 in Cerro Maya

Die Anlage ist insgesamt 13,5 Hektar groß und bildet drei Bereiche. Der durch seine Architektur herausgehobenste Teil der Siedlung, das zeremoniale Zentrum, liegt unmittelbar am Küstenufer an der nördlichen Spitze des Areals. Hier liegen unter anderem die pyramidalen Strukturen 3, 4, 5 und 6, von denen die Struktur 5 durch ihre prominente Lage direkt am Ufer und durch ihre 2006 rekonstruierten Verkleidungen die bekannteste des Ortes ist. Dieser Kern war auch der Bereich, in dem die lokale Elite lange lebte. Möglicherweise wurde dieser Bereich später nach einem Sturm aufgegeben und die Bewohner zogen ein Stück weiter vom Ufer weg.

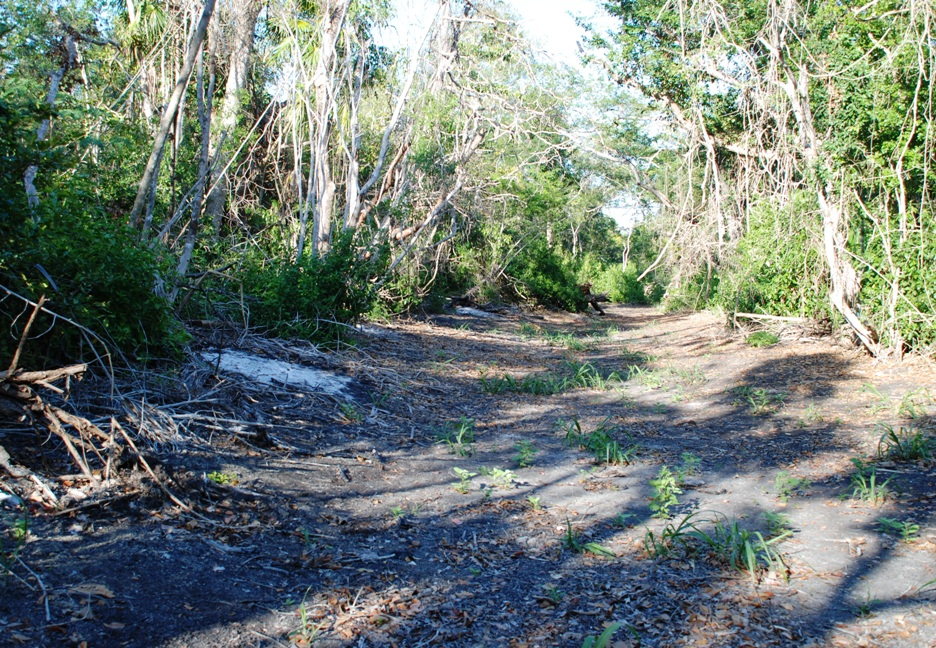
Der Graben, der die innere Siedlung von Cerro Maya umfasst.

Dieser Kern des Ortes ist umgeben von einem Siedlungsbereich, in den zwischen zahlreichen kleinen Strukturen mehrere Monumentalbauten eingestreut sind, so die Strukturen 29, 50, 19 und 10. Dieser Siedlungsbereich wird durch einen kreisförmig von Ufer zu Ufer verlaufenden Graben oder Kanal eingefasst und in seinem Inneren von zwei sacbéob erschlossen.
Vor dem Kanal gelegen liegen um den Kern herum Dutzende weitere, kleine Strukturen verteilt.

## Forschungsgeschichte
Erste Ausgrabungen wurden durch David S. Freidel in den 1970ern unternommen, ursprünglich in der Erwartung, eine post-klassische Hafenstadt zu ergraben. Nach dem Befund, dass die Geschichte des Ortes in der späten Frühklassik begann, wurden bis 1981 Folgegrabungen mit diesem Schwerpunkt unternommen. Debra S. Walker nahm 1990 neue Grabungen auf und widmete sich in ihrer Arbeit vor allem den später folgenden Epochen.